# トッド・バルカン
トッド・バルカン（Todd Barkan、1946年8月13日 - ）は、アメリカのジャズ興行主、プロデューサー。

## 略歴
ネブラスカ州リンカーンで生まれたバルカンは、オハイオ州コロンバスで育ち、オーバリン大学に通った。1972年から1983年までサンフランシスコでキーストーン・コーナーというクラブを経営しており、ジャーナリストのボブ・マーゴリスの言葉を借りれば、このクラブは「冒険的なブッキングとボヘミアンな雰囲気で伝説的なクラブ」となった。若い頃からジャズのファンだったバルカンは、損益分岐点に達していないにも関わらずクラブを経営し続け、財政難により1983年にクラブを閉鎖した。その後、バルカンはニューヨークへと拠点を移し、そこでハーレム・ボーイズ・クラブのマネージャーに就任した。1990年頃、彼はオークランドのクラブ「ヨシズ (Yoshi's)」の経営者としてベイエリアに戻った。1993年にはヨシズを辞め、その後の10年間は、ファンタジー、マイルストーン、ハイノート、コロムビア、サニーサイド、コンコードなどのレーベルや、多くの日本のレーベルでレコード・プロデューサーとして働いた。
2000年、バルカンはジョエル・ドーンの後任としてジャズ・レーベル、32レコードの責任者として雇われた。2001年にジャズ・アット・リンカーン・センターのディジーズ・クラブ・コカ・コーラのディレクターとして働き始め、2012年までその職を務めた。2011年にバルカンは交通事故に遭い、数週間入院している。2013年から、ニューヨークのクラブ、イリジウムでジャズ・ナイトを主催し始めた。
2019年、バルカンとミシュランの星を獲得しているシェフ、ロバート・ヴィードマイヤーは、ボルチモアのハーバー・イーストにキーストーン・コーナーを再オープンした。

## 受賞歴
2018年 NEAジャズ・マスターズ